# Santo Tomas (Batangas)
Pour les articles homonymes, voir Santo Tomas.
Santo Tomas est une municipalité de la province de Batangas.
Santo Tomas, officiellement ville de Santo Tomas (Filipino : Lungsod ng Santo Tomas), est une ville de 1re classe dans la province de Batangas, aux Philippines. Selon le recensement de 2020, elle compte 218 500 habitants.
La ville fait partie de Mega Manila, résultat de l'expansion continue de Metro Manila. Elle est limitrophe des villes de Calamba au nord, Los Baños au nord-est, Alaminos à l'est, Tanauan et Malvar à l'ouest, et Lipa au sud.
Santo Tomas est la ville natale du héros de la Révolution philippine et de la Guerre américano-philippine Miguel Malvar (en), le dernier général philippin à s'être rendu aux Américains.

## Étymologie
Le lieu tire son nom de Saint Thomas d'Aquin, un saint catholique dont la fête patronale est célébrée le 7 mars de chaque année.

## Géographie
Santo Tomas est située à 14°05′N 121°11′E. Elle se trouve au pied du mont Makiling, à 61 km au sud de Manille et à 44 km  de Batangas City.
Selon l'Autorité statistique des Philippines, la ville a une superficie de 95,41 km2 soit 3,06 % des 3 119,75 km2 de la superficie totale de Batangas.

## Barangays
Santo Tomas est politiquement subdivisé en 30 barangays. Chaque barangay est composé de puroks et certains ont des sitios.
| - Barangay I (Pob.) - Barangay II (Pob.) - Barangay III (Pob.) - Barangay IV (Pob.) - San Agustin - San Antonio - San Bartolome - San Felix - San Fernando - San Francisco - San Isidro Norte - San Isidro Sur - San Joaquin - San Jose - San Juan | - San Luis - San Miguel - San Pablo \ Blenda - San Pedro - San Rafael - San Roque - San Vicente - Santa Ana - Santa Anastacia - Santa Clara \ Rodel - Santa Cruz - Santa Elena - Santa Maria - Santiago - Santa Teresita |